# Acquedotto Traiano
Il decimo acquedotto di Roma, l'Acquedotto Traiano (Aqua Traiana) venne costruito dall'imperatore di cui porta il nome, nel 109, per l'approvvigionamento idrico della regione urbana di Trastevere, l'unica che a quell'epoca non era ancora dotata di un adeguato apparato idrico. L'Aqua Alsietina, infatti, costruita oltre un secolo prima da Augusto per il servizio della naumachia che l'imperatore aveva appena fatto realizzare proprio nella zona di Trastevere, non era potabile.

## Le sorgenti

I sorgenti intorno a Lago di Bracciano

Captava separatamente acque da varie sorgenti ai piedi dei monti Sabatini, nell'area tutto intorno al lago di Bracciano (il lacus Sabatinus); attraverso vari cunicoli le acque venivano poi convogliate al condotto principale, il cui inizio (il "caput aquae") è situabile tra Pisciarelli, Manziana e le terme di Vicarello e il comune di Trevignano.
L'archeologo settecentesco, Alberto Cassio ha elencato i sorgenti così:
1. I sette sorgenti nella zona di Villa Flavia / il fosso di Grotta Renara. Questi sono stati raccolti in tre botti nominati da Cassio e Lanciani come Greca, Spineta e Pisciarello. L'architetto seicentesco Carlo Fontana invece li nomina: Botte Greca, Botte Ornava, e Botte Arciprete e poi mette una botte più a valle lungo il Fosso di Grotta Renara e la chiama la Botte di Pisciarelli. Una botta adesso si chiama il Fonte Micciaro.
2. I sorgenti intorno al Fosso di Fiora: Questi comprendono il sorgente monumentale al Ninfeo di S. Fiora, un altro sorgente al ninfeo Carestia Nymphaeum circa 1 km dalla Fiora, adesso in ruina, ma è documentata da varie piante nell Fondo Orsini.
3. Una raccolta di sorgenti alle Terme di Vicarello
4. Una sorgente vicino al ristorante attuale Acqua delle Donne.
5. I sette botti al est dell'Acqua delle Donne.
6. Vari sorgenti al nord di Monte Rocca Romana nel territorio di Bassano Romano e lungo il Fosso della Calandrina incluso il notevole Fonte Ceraso.
7. Gli Aquarelli al nord-est del lago.
8. L'Acqua D'Impolline al est del lago.

## Il percorso dell'Acquedotto fino a Roma

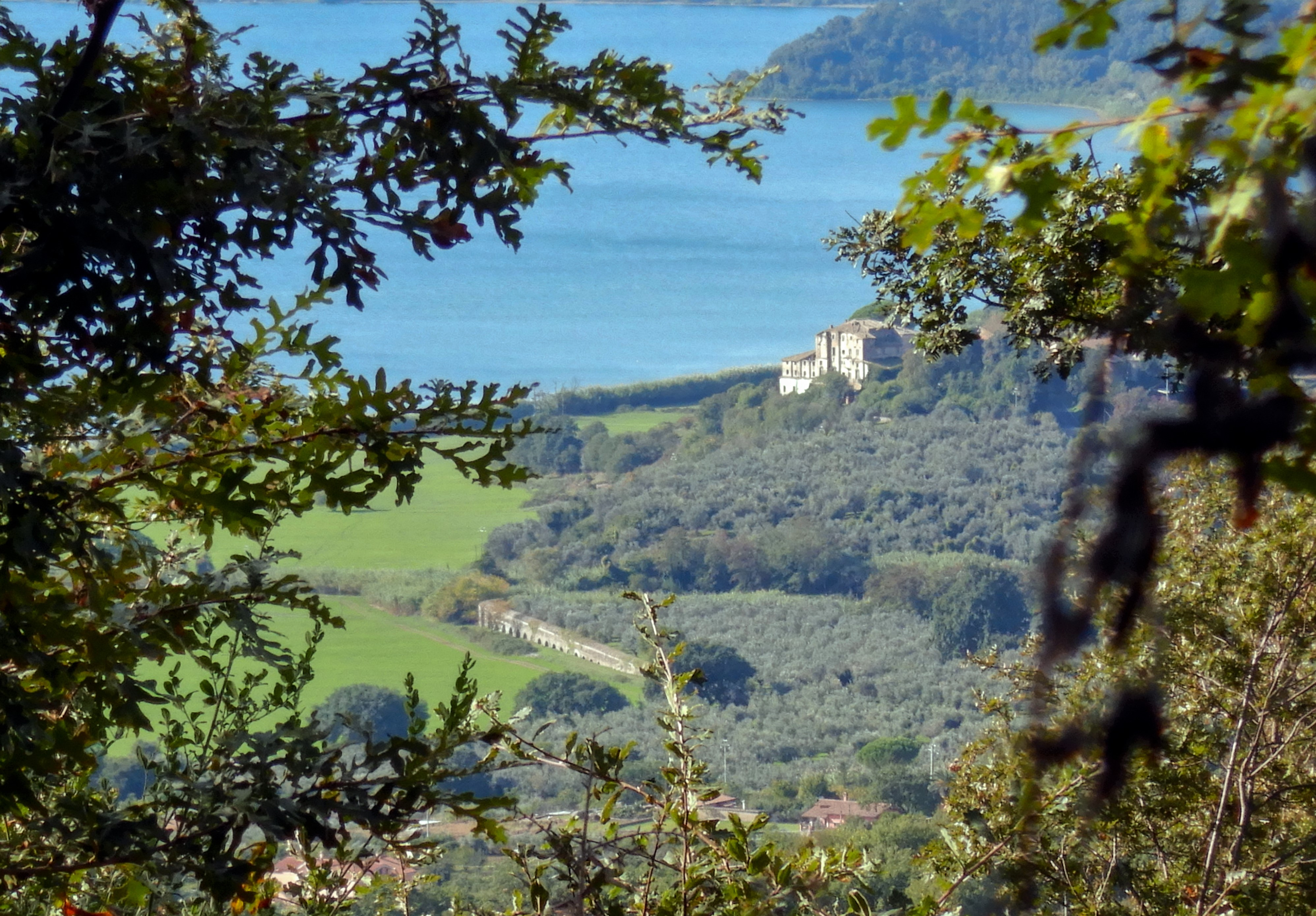
Acquedotto di Traiano e Villino Valadier, Vicarello

Da lì il condotto girava sul lato orientale del lago, in parte sotterraneo e in parte su modeste arcuazioni, ricevendo alcuni apporti. Dopo Anguillara seguiva sulla sinistra il corso del fiume Arrone, unico emissario del lago, poi se ne distaccava e, dopo aver incrociato su un lungo tratto di arcuazioni l'acquedotto dell'Aqua Alsietina, tornato in sotterranea seguiva la via Clodia (tra la via Cassia e la via Aurelia) fino alla località La Giustiniana. Da qui seguiva approssimativamente il tracciato delle attuali vie della Pineta Sacchetti e del Casale di S. Pio V, per uscire di nuovo all'aperto, su un viadotto ad arcate, e seguire la via Aurelia antica, sull'esterno di Villa Doria Pamphilj, fino al "castello" terminale situato dove in seguito sarebbe stata costruita la "Porta Aurelia" (oggi Porta San Pancrazio).
In mancanza di fonti ufficiali che forniscano notizie più precise, il percorso totale è valutabile intorno ai 57 km, con una portata giornaliera pari a 2.848 quinarie, quasi 118.200 m³ (1.367 litri al secondo).
Il condotto, in calcestruzzo rivestito largo 1-1,30 m. per un'altezza di 1,78-2,30 m., correva per lunghi tratti a fior di terra, come dimostrato dai numerosi “sfiatatoi” tuttora visibili, ed aveva una pendenza media di 2,67 m. per km. L'intero percorso si svolgeva su terreni, di 9 m. di larghezza, appositamente acquistati personalmente dall'imperatore.
L'esistenza di alcuni mulini per la produzione di farina nella zona tra il Gianicolo e Trastevere, attestata nel VI secolo ma probabilmente presenti anche molto prima, induce a ritenere che il dislivello sia stato sfruttato per la produzione della forza motrice per il loro funzionamento, con l'acqua che, precipitando da un livello alto ad uno inferiore, imprimeva il necessario movimento alle pale del mulino.
Tagliato una prima volta durante l'assedio di Roma da parte dei Goti di Vitige, nel 537, l'acquedotto Traiano fu ripristinato da Belisario. Di nuovo tagliato ad opera dei Longobardi di Astolfo nel 752, fu ancora ripristinato da papa Adriano I nel 772 e restaurato da papa Gregorio V nell'846. Interrotto e riattivato a più riprese nel corso dei secoli, per il funzionamento dei mulini e per l'approvvigionamento dei palazzi del Vaticano, nel XVII secolo fu infine completamente ricostruito, pur sulle antiche strutture, per iniziativa di papa Paolo V, divenendo l'acquedotto dell'"Acqua Paola".